# Cuevas de Almudén

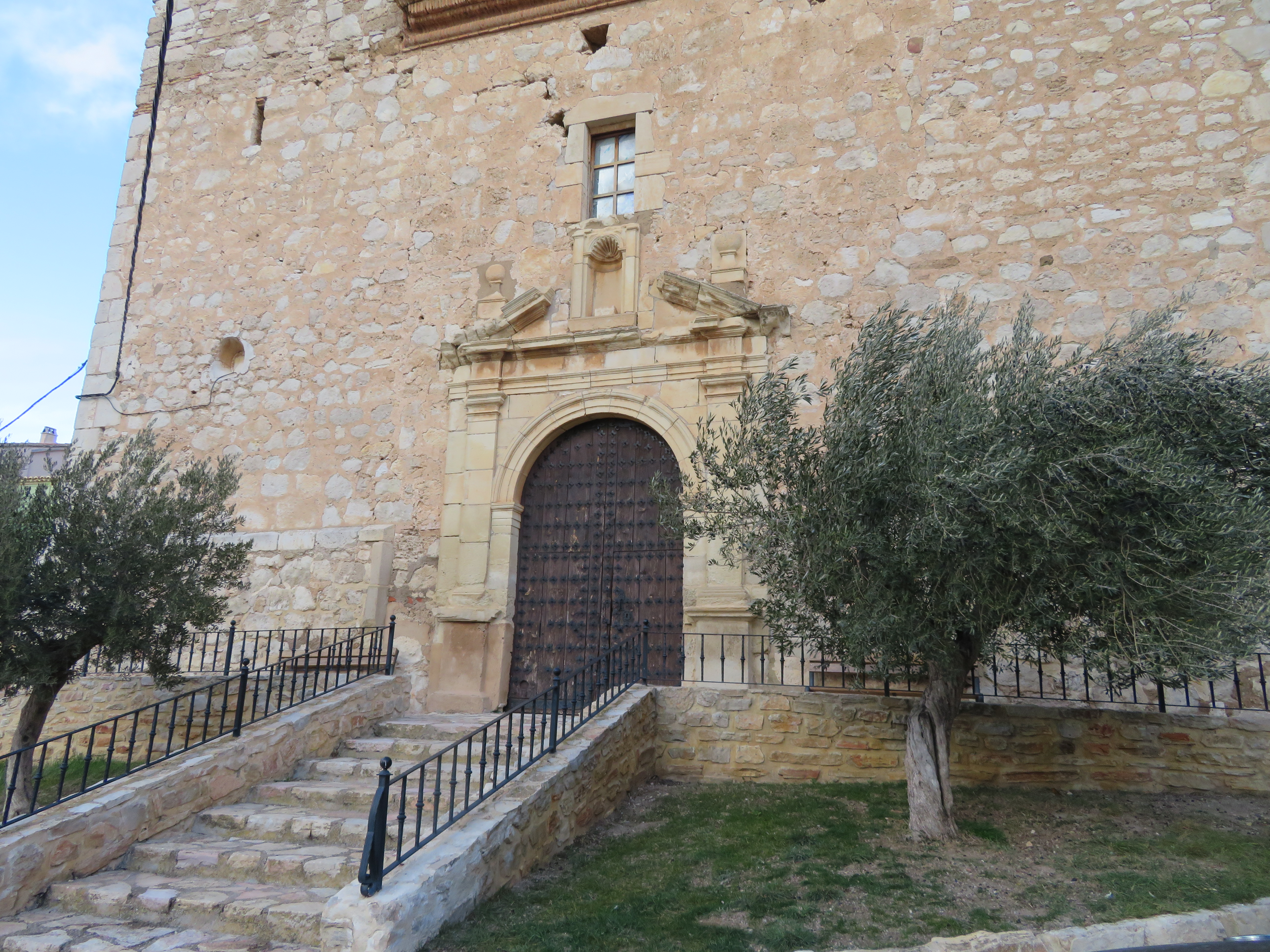
Iglesia de Nuestra Señora de la Estrella, en Cuevas de Almudén.

Cuevas de Almudén es una localidad y municipio de España, en la provincia de Teruel, comunidad autónoma de Aragón, de la comarca Cuencas Mineras. Tiene un área de 35,85 km², con una población de 115 habitantes (INE 2024) y una densidad de 3,43 hab/km².

## Etimología
La parte segunda del nombre, Almudén, procede del término árabe, maʿdan ‘mina’, también maʿdin; con artículo al, "la mina".

## Historia
Desde 1385 ya se conoce el lugar como Cuevas de Almudén. Perteneció a la comunidad de Teruel como aldea, fue sesma de Río Martín y sobrecullida y vereda de Montalbán primero y corregimiento de Teruel después.
Cuevas de Almudén se emplaza en un promontorio, con forma de espolón, en la zona media de la Val de Jarque; en su punto más avanzado se conserva el núcleo urbano que dio origen al asentamiento. La edificación de su núcleo original se dispone en un círculo casi perfecto sobre la base de la antigua línea de muralla. Aún denominan a ese lugar"el castillo". La zona media de la población brinda su entorno al volumen de la iglesia barroca, dedicada a Nuestra Señora de la Estrella, y a la casa consistorial, edificio de dos alturas con obra de sillería, del siglo XVI o XVII. Dispone en la planta baja de lonja/trinquete, común al de otros muchos pueblos del centro y sur de Aragón, y cuenta con tres arcos de medio punto sobre columnas cilíndricas, sobre esta tres ventanas rectangulares separadas por una cornisa de ladrillo. En la parte alta se encuentra el escudo de la localidad enmarcado por la inscripción "LIBERTAD, PROGRESO, ADMINISTRACION".

## Administración y política
| Período   | Alcalde                  | Partido | Partido |
| --------- | ------------------------ | ------- | ------- |
| 1979-1983 | Blas Villarroya Armengod | UCD     |         |
| 1983-1987 |                          |         |         |
| 1987-1991 |                          |         |         |
| 1991-1995 |                          |         |         |
| 1995-1999 |                          |         |         |
| 1999-2003 |                          |         |         |
| 2003-2007 |                          |         |         |
| 2007-2011 |                          |         |         |
| 2011-2013 | Javier Armengod Andrés   | CHA     |         |
| 2013-2015 | Francisca Marzo Fol      | CHA     |         |
| 2015-2019 | Ambrosio Morte Izquierdo | PSOE    |         |
| 2019-     | José Luis Gresa Juste    | CHA     |         |

| Partido político    | Partido político                                   | 2003   | 2007   | 2011   | 2015   |
| Partido político    | Partido político                                   | Ediles | Ediles | Ediles | Ediles |
|                     | Partido de los Socialistas de Aragón (PSOE-Aragón) | 3      | 5      | 1      | 3      |
|                     | Chunta Aragonesista (CHA)                          | 1      | —      | 3      | 1      |
|                     | Compromiso con Aragón (CA)                         | —      | —      | 0      | 1      |
|                     | Partido Popular de Aragón (PP)                     | —      | 0      | 1      | 0      |
|                     | Partido Aragonés (PAR)                             | 1      | —      | —      | —      |
| Total de concejales | Total de concejales                                | 5      | 5      | 5      | 5      |

## Demografía
Cuevas de Almudén cuenta con una población de 115 habitantes (INE 2024).

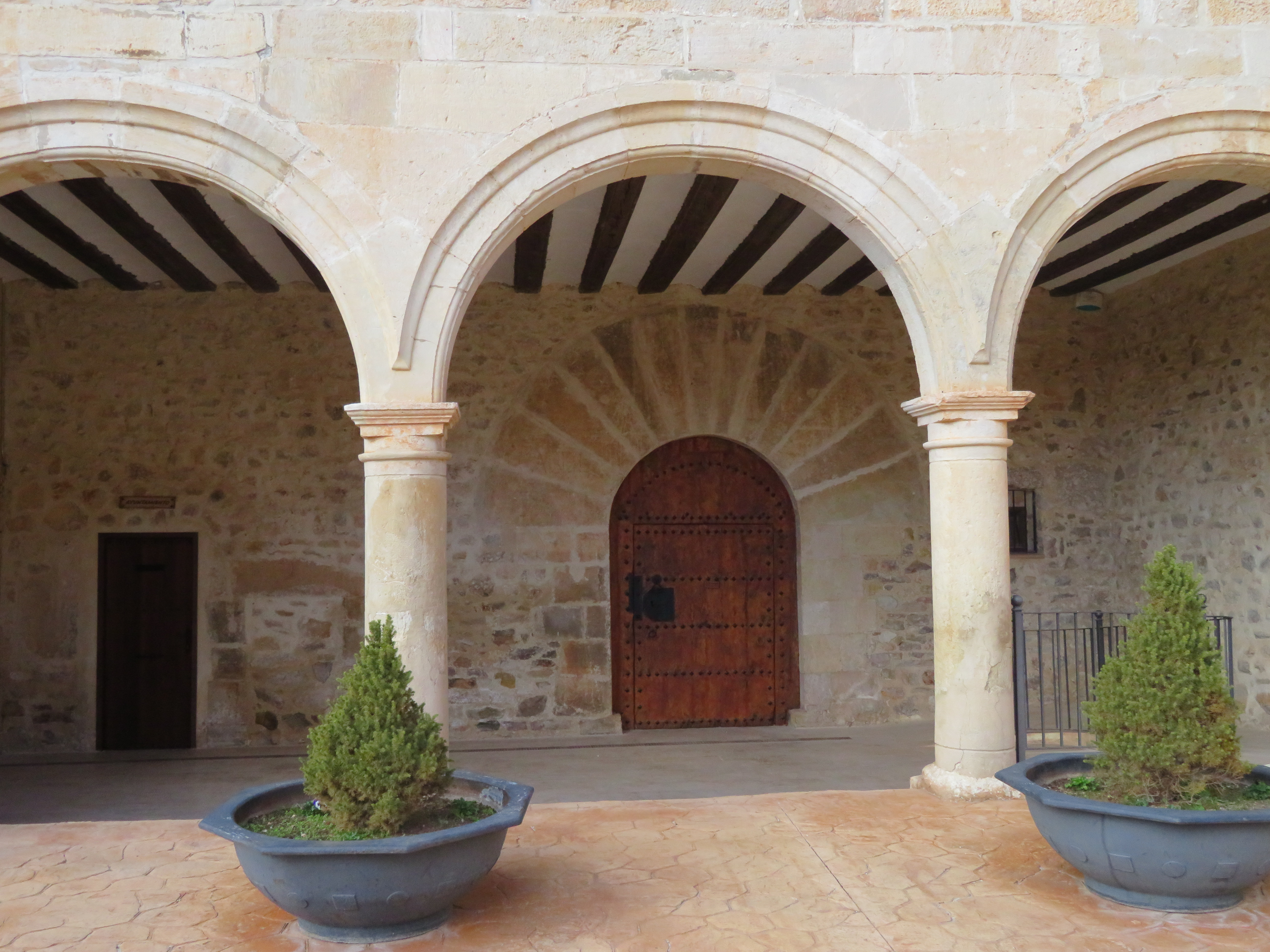
Ayuntamiento de Cuevas de Almudén

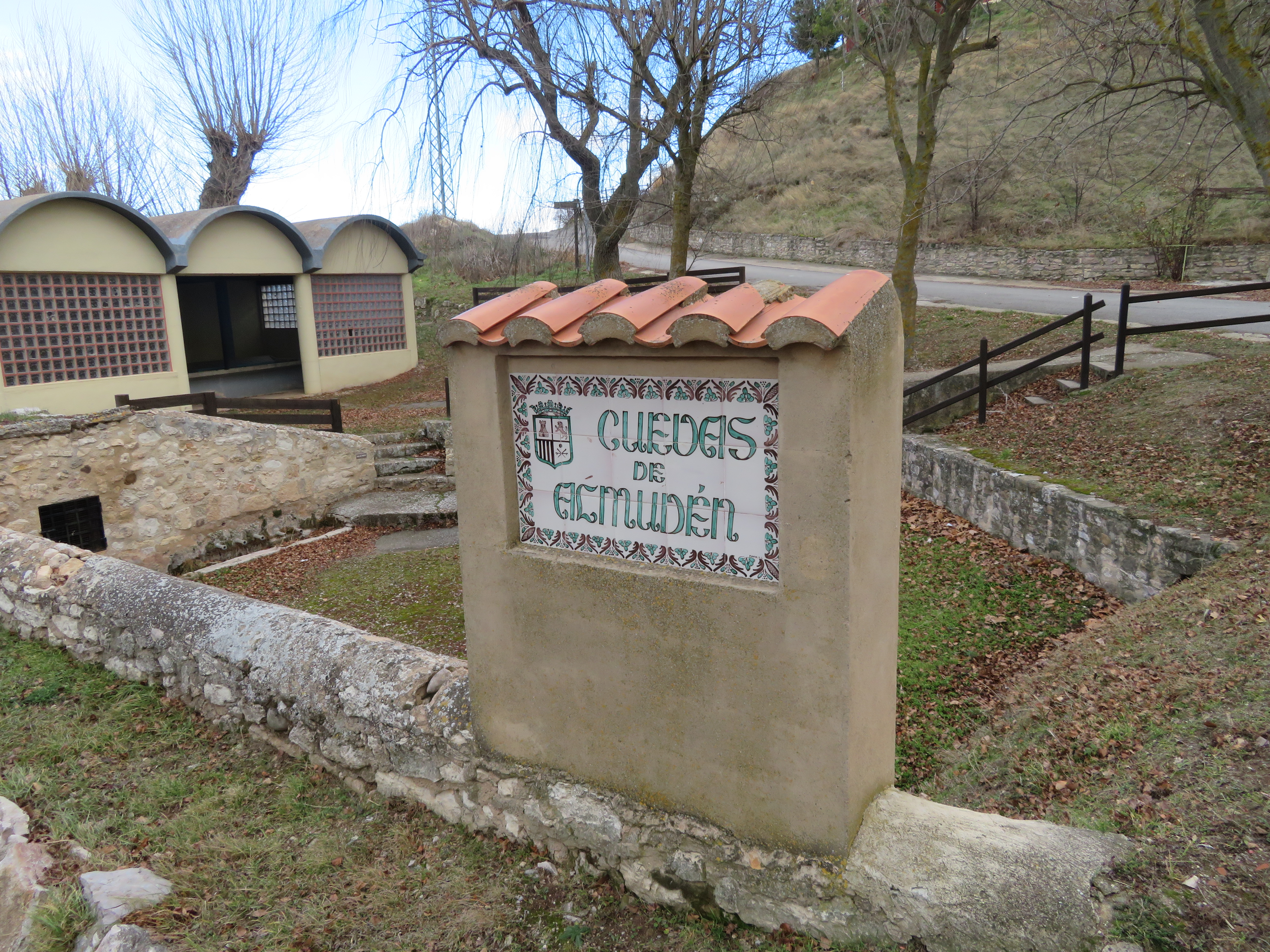
Rótulo artístico, estilo mudéjar de Cuevas de Almudén.

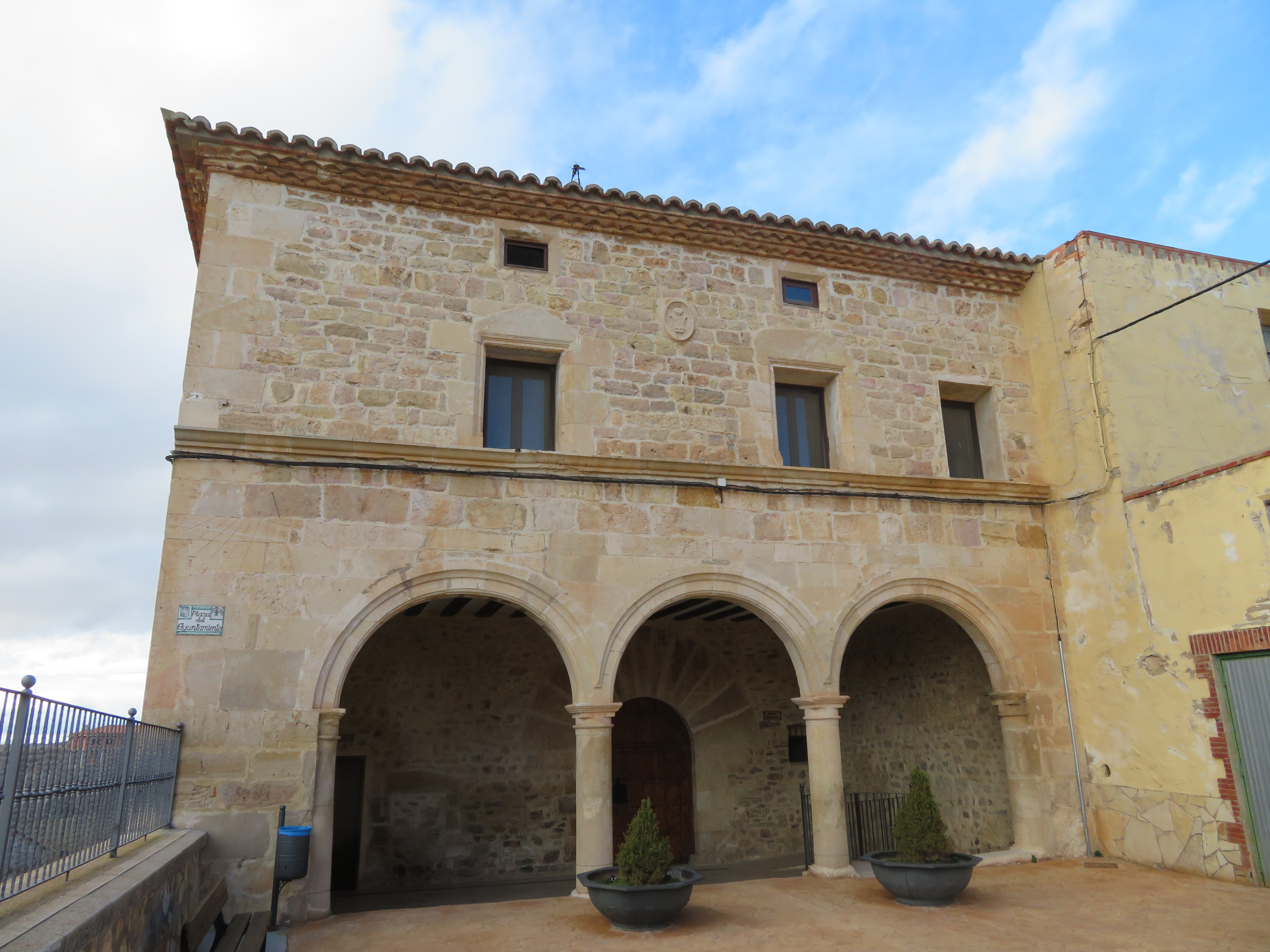
Ayuntamiento de Cuevas de Almudén

| Gráfica de evolución demográfica de Cuevas de Almudén entre 1842 y 2021                                             |
| |
| Población de derecho según los censos de población del INE Población de hecho según los censos de población del INE |

| Nacionalidad | Hombres | Mujeres | Total | %      | Proporción |
| ------------ | ------- | ------- | ----- | ------ | ---------- |
| Española     | 50      | 42      | 92    | 73.0 % |            |
| Extranjera   | 19      | 15      | 34    | 26.9 % |            |